# SOLAKZADE
ソラックザーデ（SOLAKZADE）は、日本の眼鏡・宝飾の専門店。ヴィンテージアイウェア、ヴィンテージジュエリー、ヴィンテージウォッチ、クラシックカーを扱う。2005年、岡本龍允・岡本竜の兄弟によって設立された。

## 概要
2005年、岡本兄弟によって大阪のマンションの一室で創業された。創業者である兄弟は、世界各国を旅して理想のコレクションを追い求め、ヴィンテージアイウェア、ジュエリー、ウォッチを蒐集。
2012年7月、渋谷区神宮前のゴローズビルの地下にソラックザーデの店舗をオープン。
2020年9月、阪急メンズ大阪1Fにラストストアをオープン。
ヴィンテージアイウェア部門においては、現在、過去200年分、30,000本以上にもおよぶヴィンテージアイウェアを所有しており、これらはすべて新品未使用品（デッドストック）である点が特徴である。また、ヴィンテージの枠にとどまらず、18金やシルバー925、そして本鼈甲を使用したオリジナル企画のアイウェアも展開している。
ヴィンテージジュエリー部門においては、紀元前の古代ギリシャ・ローマ時代のアイテムをはじめ、フランスのタンクジュエリー、チベットやネパールの伝統的なペンダント、日本の職人による近代ジュエリーなど、約2000年にわたる多様なアンティーク・ヴィンテージジュエリーを幅広く収集している。
ソラックザーデは、「世界一“ヤバい”店」という理念を掲げる。ソラックザーデ、ラストストア両店で購入したアイテムは永久保証である。来店者には、サロン的な空間で毎回新たな発見と体験がもたらされることも特徴のひとつである。
独自性のあるコレクションと高い専門性から、世界中の愛好家、アーティスト、著名人から支持を受けている。

## 商品リースされた映画
- 2018年3月『アウトサイダー (2018年の映画) (The Outsider 配給:Netflix)』、主演のジャレッド・レト、浅野忠信、椎名桔平、田中泯、大森南朋等、出演者のジュエリー、アイウェア、ウォッチ
- 2018年3月『北の桜守』、佐藤浩市のアイウェア
- 2019年12月『カツベン！』、主演の成田凌、小日向文世のアイウェア、ジュエリー
- 2020年2月『グッドバイ〜嘘からはじまる人生喜劇〜』、主演の大泉洋、松重豊、水川あさみ、濱田岳のジュエリー、アイウェア